# Danny Makkelie
Danny Makkelie (Willemstad, Curazao, Antillas Neerlandesas, 28 de enero de 1983) es un árbitro internacional neerlandés que arbitra habitualmente en el VAR. Además de actuar como árbitro de fútbol, Makkelie está en el cuerpo de la policía local.

## Trayectoria
Makkelie obtuvo su licencia de árbitro FIFA en 2011. En 2012 dirigió la final del Campeonato Europeo de la UEFA Sub-19.